# Lucinoma galathea
Lucinoma galathea is een tweekleppigensoort uit de familie van de Lucinidae. De wetenschappelijke naam van de soort is voor het eerst geldig gepubliceerd in 1953 door Marwick.